# Fridlysta Frekvenser
Fridlysta Frekvenser är Frondas femte soloalbum. Albumet släpptes den 19 september 2007.

## Låtlista
1. "Fansen"
2. "Vad händer?"
3. "Jag vill ba va"
4. "En stor stark"
5. "Jag lever"
6. "Vissla för mig"
7. "Glider fram"
8. "Ingenting"
9. "Visionens man"
10. "Jag vill ha"
11. "Stå för din sak"
12. "Ja visst"
13. "Rullar fram"